# Soldati - 365 all'alba
Soldati - 365 all'alba è un film del 1987 diretto da Marco Risi. L'opera tratta le vicissitudini di alcuni giovani durante il servizio militare di leva in Italia.

## Trama
Dopo il mese di addestramento, un gruppo di ragazzi appartenenti al terzo scaglione del 1987, viene trasferito al 47º Battaglione di Pontebba, soprannominato il Fort Apache, a causa della rigida disciplina militare e del violento nonnismo presenti al suo interno, in Regione Friuli-Venezia Giulia, ai confini con l'allora Jugoslavia. Arrivati a destinazione, vengono inquadrati nella 2ª compagnia bis, comandata dal tenente Armando Fili, un fanatico della disciplina militare, ma allo stesso tempo insicuro di sé e ossessivamente geloso della giovane moglie Anna.

I soldati sull'attenti.

Il tenente viene a conoscenza che tra i soldati vi è un giovane romano, Claudio Scanna, che prima dell'arruolamento ha subito una condanna di sei mesi per rissa ed egli teme che questi possa creare problemi all'interno della caserma. Il rapporto tra i due degenera a seguito di un episodio avvenuto durante la notte precedente al congedo dell'ultimo scaglione. Scanna, precedentemente preso di mira dal "nonno" capo stecca toscano Buzzi, viene fatto oggetto di atti di nonnismo: recatosi dal tenente per denunciare l'accaduto, trova il suo ufficio vuoto, poiché questi ha abbandonato il servizio per controllare i movimenti della moglie presso una distante festa. Scanna decide perciò di farsi giustizia da solo picchiando Buzzi.
L'accaduto costerà al soldato due mesi di consegna di rigore, ma impedirà anche al tenente Fili la promozione a capitano ed il trasferimento presso un comando NATO a Udine. Il tenente, ritenendo Scanna responsabile del suo fallimento, sfoga su di lui la sua frustrazione, esasperata anche a causa dell'abbandono dalla moglie, che non sopporta più la gelosia morbosa del marito. Così, dopo quasi un anno di angherie, Fili compie un estremo tentativo per rovinare il ragazzo, sottraendogli l'arma con l'inganno durante un servizio di guardia notturno: Scanna reagisce, colpendo il tenente al volto e, quando questi gli chiede di sparargli, il soldato esplode un colpo in aria. A seguito di un confronto con il comandante del battaglione, Fili ammette la sua colpa di aver provocato il soldato allo scopo di vedere la sua reazione e proponendolo al grado di caporale, prima di richiedere un periodo di riposo.
Tuttavia, l'ultima notte di servizio, la notte del congedo, mentre i soldati stanno festeggiando, la caserma viene messa in stato d'allarme e i soldati imbarcati in assetto da guerra su di un G-222 dell'aeronautica, che decolla con una destinazione ignota, ma che si intuisce essere verso i Balcani (il velivolo vira sul Mar Adriatico verso il sole nascente), ma potrebbe essere anche collegata alle operazioni della potenziale guerra in Libia del 1986, citate nelle notizie di un telegiornale a circa metà del film. Alla domanda di Scanna se si tratti di un'esercitazione, il tenente Fili, evidentemente richiamato d'urgenza al suo ruolo, abbozza un sorriso senza rispondere.

## Produzione

### Ilcast
Nel cast ci sono i giovani Manlio Dovì (in seguito imitatore del Bagaglino) e Pietro Ghislandi, entrambi rivelatisi nell'edizione 1986/1987 di Fantastico. Angelo Cabiddu - che nel film interpreta sé stesso - lavorava come cameriere in un ristorante sardo di Roma e fu incluso "a vista" nel cast da Risi, senza audizione alcuna.

### I luoghi delle riprese
A causa delle polemiche sul servizio militare di leva in Italia a metà degli anni ottanta particolarmente funestato da episodi di suicidi e di nonnismo e che ispirò anche il tema del film, lo stesso Ministero della difesa, nelle sue più alte cariche dell'esercito italiano, proibì a Risi l'utilizzo di strutture militari attive per la ripresa delle scene. Per tal motivo, le stesse furono quindi eseguite in vari posti diversi tra loro, anche se generalmente si lascia intendere che la storia si ambienti in Friuli-Venezia Giulia, richiamando alla memoria l'allora massiccia presenza di difese militari presso i confini nord-orientali italiani, con caserme dislocate anche nei comuni più piccoli e disagiati.
- La stazione ferroviaria di "Pontebba Scalo" in Provincia di Udine, dove arrivano le leve, non esiste. Quella utilizzata è, in realtà, a Bassano Romano, in Provincia di Viterbo, con un cartello finto. Il comune di Pontebba comunque, esiste veramente, ma non venne utilizzato nel film. Venne citato soltanto per l'allora presenza di ben tre caserme di frontiera: la "Zanibon" degli alpini, la "Fantina" degli alpini d'arresto, e la "Bertolotti" dell'artiglieria da montagna. Si tratta di un piccolo comune montano del Friuli-Venezia Giulia, ma al confine con l'Austria, a brevissima distanza da almeno due valichi di frontiera con l'allora Jugoslavia, nel settore della Carnia. Nel film poi, nella scena in cui i soldati prendono il pullman per andare allo stadio a vedere una partita di calcio (probabilmente Udinese-Napoli del 1º febbraio 1987), compare un cartello stradale con scritto Cave di Predil, che è una frazione di Tarvisio (UD), posta proprio al confine con la ex Jugoslavia, con anche quest'ultima località molta vicina alla vera Pontebba. Durante la prima libera uscita un soldato chiede "Come si chiama questo posto?" e il soldato Esposito risponde "Cave di Predil", aggiungendo poi "a Cave di Predil chiov' e fa scintil" (questo dialogo è presente anche nella versione ridotta del film); successivamente, all'interno del bar, un soldato chiede "ma ndò si trova sto Cave di Predil?"
- Gli esterni della caserma militare in realtà sono del comprensorio dismesso del Campo Raccolta Profughi di Padriciano[2][3] (oggi adibito a Museo di Carattere Nazionale), dove il nome della località compare anche sul cartello stradale in una delle scene della versione integrale. Si tratta di un piccolo comune carsico del Friuli-Venezia Giulia, alla periferia di Trieste, quasi al confine con l'allora Jugoslavia, oggi Slovenia. La strada che si vede dalla porta carraia è infatti la Provinciale 1 del Carso  nel tratto tra frazione Opicina di Padriciano e Basovizza. Il comprensorio fu costruito originariamente come presidio anglo-americano durante la seconda guerra mondiale, poi utilizzato come rifugio durante l'Esodo giuliano dalmata nel secondo dopoguerra, quindi riqualificato come area museale del Centro Raccolta Profughi[4]. La palazzina color ocra, nella parte est del comprensorio, sfondo dove il Tenente Fili fa il discorso iniziale, recita la scritta "47° BTG GENIO PIONIERI CASERMA GEN. R. ONORATI M.O.V.M." (Medaglia d'Oro al Valor Militare) ma, per lo stesso motivo sopra scritto, ovvero di conflitto con persone o luoghi della vita reale, sia la caserma, che il Battaglione, che il militare R. Onorati non esistono, e scritte e cartelli usati nel film furono finti e temporanei. Osservando i titoli di coda del film, si nota che R. Onorati altri non è che il direttore di produzione del film.
- La piazzetta di paese inquadrata durante la libera uscita delle leve non è quella di Pontebba, ma sono i lati sud e ovest di Piazza Umberto I, dove appare anche il monumento-colonna della Fontana delle Picche, del comune di Oriolo Romano, in Provincia di Viterbo, un paesino nella zona occidentale del Lago di Bracciano. L'ingresso di "Birra alla spina" è in realtà il bar Meridiana, presente sulla stessa piazzetta di Oriolo, dove nella versione integrale si vede anche la fidanzata di Scanna, Annina, provenire in auto dalla retrostante piccola via Vittorio Emanuele III.
- L'ospedale militare dove viene ricoverato Scanna e dove rincontra Cabiddu è, in realtà, il padiglione 22 dell'ospedale psichiatrico provinciale di Santa Maria della Pietà a Roma, ormai dismesso da tanti anni; il XXII era il padiglione più grande ed ospitava circa 320 pazienti epilettici, dementi senili e schizofrenici. Cabiddu finge per essere congedato attraverso l'Art. 41 D.P.R. 1008/1985 (congedo dal servizio militare per infermità mentale).
- Le manovre di esercitazione militare furono riprese presso delle antiche rovine intorno al Santuario della Madonna del Sorbo, tra Campagnano di Roma e Formello, provincia di Roma.

### Le difficoltà nella realizzazione
La realizzazione non fu priva di difficoltà. I produttori erano scettici e, non credendo alla riuscita di un film italiano "serio" sull'ambiente militare, desideravano un cast di comici per dare al lavoro un'impronta demenziale; sino ad allora, infatti, le pellicole che avevano trattato delle vicissitudini nel contesto del servizio militare di leva in Italia avevano sempre manifestato tale impronta: si pensi ai film musicarelli degli anni sessanta o settanta, ma anche a pellicole quali L'infermiera nella corsia dei militari, Riavanti... Marsch! o a Patroclooo!... e il soldato Camillone, grande grosso e frescone.

### Nomi e uniformi di fantasia
Il nome del reparto - 47º Battaglione Genio Pionieri - è di pura fantasia; oltretutto l'impiego del reparto nelle manovre nonché i fregi dei copricapo, lascerebbe supporre che si tratti di un reparto di Fanteria anziché del Genio.
Per non avere problemi legali con l'autorità militare circa l'uso non autorizzato delle divise, i costumisti dotarono gli attori di uniformi dell'Esercito Italiano, ma con alcune modifiche:
- quasi tutte le uniformi hanno stellette a sei punte anziché cinque;
- i fregi dei copricapi sono quelli della fanteria, ma senza la canna di uno dei due fucili;
- le mostreggiature ricalcano quelle della fanteria (fiamme a due punte rosse), ma sono di colore giallo (le fiamme gialle a due punte non esistono tra le mostreggiature dell'Esercito);
- il fazzoletto da collo di colore azzurro era in dotazione all'Arma delle Trasmissioni, ma è incoerente sia per un reparto del genio (qual era nella finzione il 47º Battaglione), sia per un reparto di fanteria (come parebbe essere dai fregi).

## Colonna sonora
Le musiche originali del film furono scritte da Manuel De Sica, la canzone Soldati che apre e chiude il film, è invece scritta e cantata da Umberto Smaila. Nel corso della pellicola si possono ascoltare alcuni brani in voga nella seconda metà degli anni ottanta, tra cui OK Italia e Tu vuoi l'America di Edoardo Bennato, I Wanna Dance with Somebody (Who Loves Me) di Whitney Houston, Papa Don't Preach di Madonna, Gente di mare di Tozzi-Raf e viene citato il tema di Top Gun. A circa metà del film, durante la festa da ballo di fine anno 1986, viene proposto, dalla improvvisata banda composta di soldati, il lento Je t'aime... moi non plus, un romantico brano musicale francese del 1969 di Jane Birkin e Serge Gainsbourg. Vengono poi accennate, anche solo per pochi istanti, altre note canzoni, ad esempio Acqua azzurra, acqua chiara di Lucio Battisti durante un atto di nonnismo, Feelings di Morris Albert e Questione di feeling di Riccardo Cocciante-Mina come presa in giro del tenente Fili.

## Distribuzione

### Le versioni home video e televisive
Oltre alla versione proiettata nei cinema, della pellicola cinematografica esistono due versioni, una breve uscita al cinema e poi pubblicata per il mercato home video in VHS e DVD e una più lunga ideata e pubblicata solo per la televisione dalla durata di 163 minuti circa. Quest'ultima contiene alcune scene non presenti nella prima contenenti anche riferimenti al nonnismo e momenti che illustrano meglio la psicologia ed il carattere del tenente Fili, espunte dalla versione breve poiché ritenute non gradite.

## Curiosità
- I fucili in dotazione ai personaggi sono principalmente dei semi automatici M1 Garand. In alcune scene appaiono degli AR-70.
- Il Tenente Fili cita l'art. 7 del regolamento di Disciplina Militare, per indicare lo stato di subordinazione del sottoposto ad un superiore, trattandosi invero dell'articolo 5. L'articolo 7 è riferito al riconoscimento della bandiera quale simbolo della Patria[6].
- Massimo Dapporto avrebbe voluto essere accreditato per questo film come "Massimo Rapporto", visto il suo personaggio, ma non fu possibile per problemi di copyright[7].